# Rywałd (Poméranie)
Pour les articles homonymes, voir Rywałd.
Rywałd est une localité polonaise de la gmina rurale de Starogard Gdański située dans le powiat de Starogard en voïvodie de Poméranie. Elle se trouve à environ 43 km au sud de la capitale régionale Gdańsk.

## Géographie

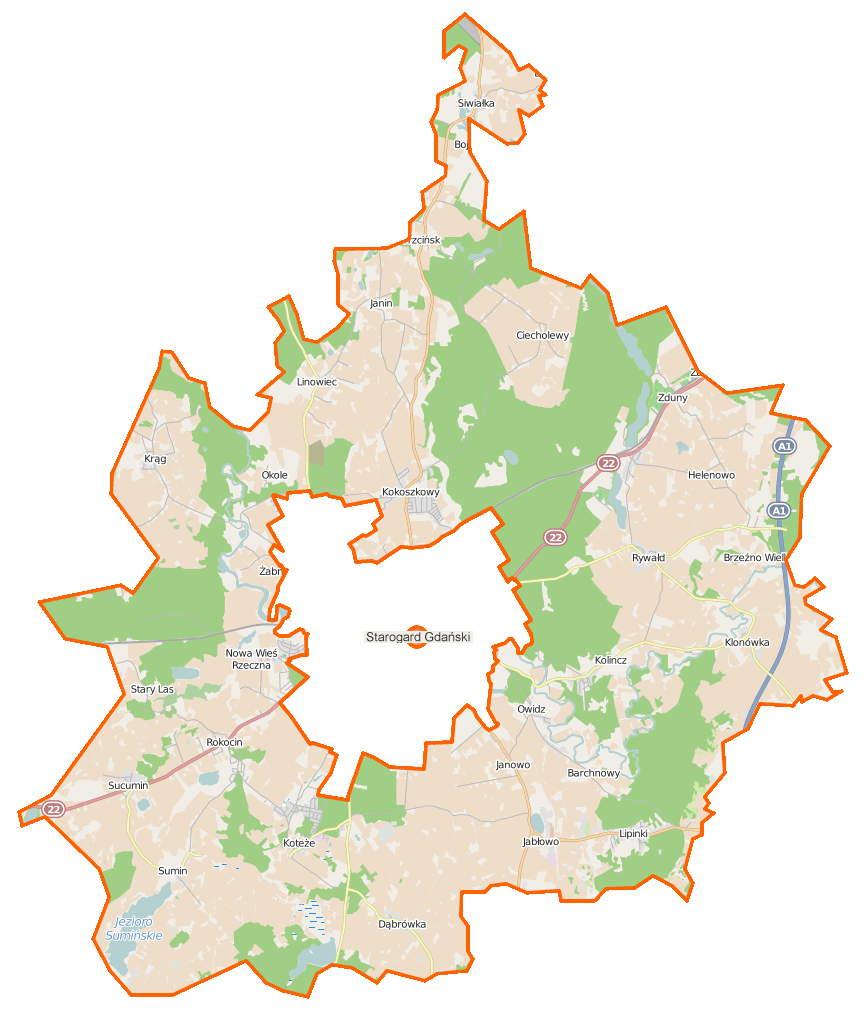
Carte de la gmina de Starogard Gdański.